# 石原重俊
石原 重俊（いしはら しげとし、明治5年2月3日（1872年3月11日） - 1944年3月1日）は、日本の郷土史家、教育者、小学校校長。

## 略歴
明治5年2月3日（1872年3月11日）鶴岡代官町に、石原多次馬重威の長男として生まれる。朝暘学校卒業、1892年（明治25年）荘内中学校（山形県立鶴岡南高等学校）卒業（初代卒業生）。朝暘小学校準訓導となり、1908年（明治41年）朝暘第二小学校校長、1918年（大正7年）西郷第一小学校校長。1926年（大正15年）同職を退任すると、図書館に勤務。郷土史研究に打ち込み、阿部正己らと共に本楯遺跡の調査をする。
1944年（昭和19年）3月1日死去。鶴岡の井岡墓地に墓がある。

## 著書
- 『南洲翁と荘内』出版年不明
- 原寅一（共著）『鶴岡沿革史』 鶴岡町教育会、1923年
- 『水野華陰先生・加賀山桃季先生・白井東月先生伝』 エビスヤ書店、1934年
- 『荘内藩移封田川郡阻止運動と天保義民録』 アサヒ印刷所、1935年
- 『明治天皇御巡幸記』 庄内史編纂会、1936年